# François Houtin
 (juin 2024).
François Houtin, né le 25 août 1950 à Craon en Mayenne, est un artiste français, jardinier paysagiste, peintre et graveur.
Il est connu pour ses jardins imaginaires.

## Biographie
Après avoir été jardinier-paysagiste chez Jacques Bédat et Franz Baechler au début des années 1970, François Houtin s'initie à la gravure à Paris auprès de Jean Delpech. Il montre ses premiers travaux lors d'expositions à partir de 1977. Dès cette période, ceux-ci ont pour sujet une nature rêvée — jardins fantastiques, topiaires, architectures végétales — où la parfaite connaissance des plantes est mise au service de l'imaginaire.
À côté de la gravure qui a été longtemps son mode d'expression privilégié, François Houtin réalise également des séries de dessins sur carnets chinois (leporellos) et, depuis 2002, de très grands lavis à l'encre de chine sur papier ou sur toile. Ses sources d'inspiration s'orientent de plus en  plus vers la représentation d'arbres anciens et remarquables qu'il saisit dans toute la complexité de leurs feuillages, de leurs écorces blessées par le temps et de leur mystère. Il peint également sur papier chinois marouflé d'importantes fresques murales, dont par exemple en 2010 le décor végétal monochrome du restaurant Artcurial au rond-point des Champs Elysées à Paris, et de nombreux autres décors peints in situ  répondant à diverses commandes privées (Paris, New York, Chicago, Montréal, Milan, Beyrouth, Séoul). 
François Houtin a également travaillé pour la Maison Hermès réalisant le décor de plusieurs carrés dont un châle en cachemire (2019) et un service de table en faïence, Les Maisons enchantées (2010). 

### L'architecte paysagiste

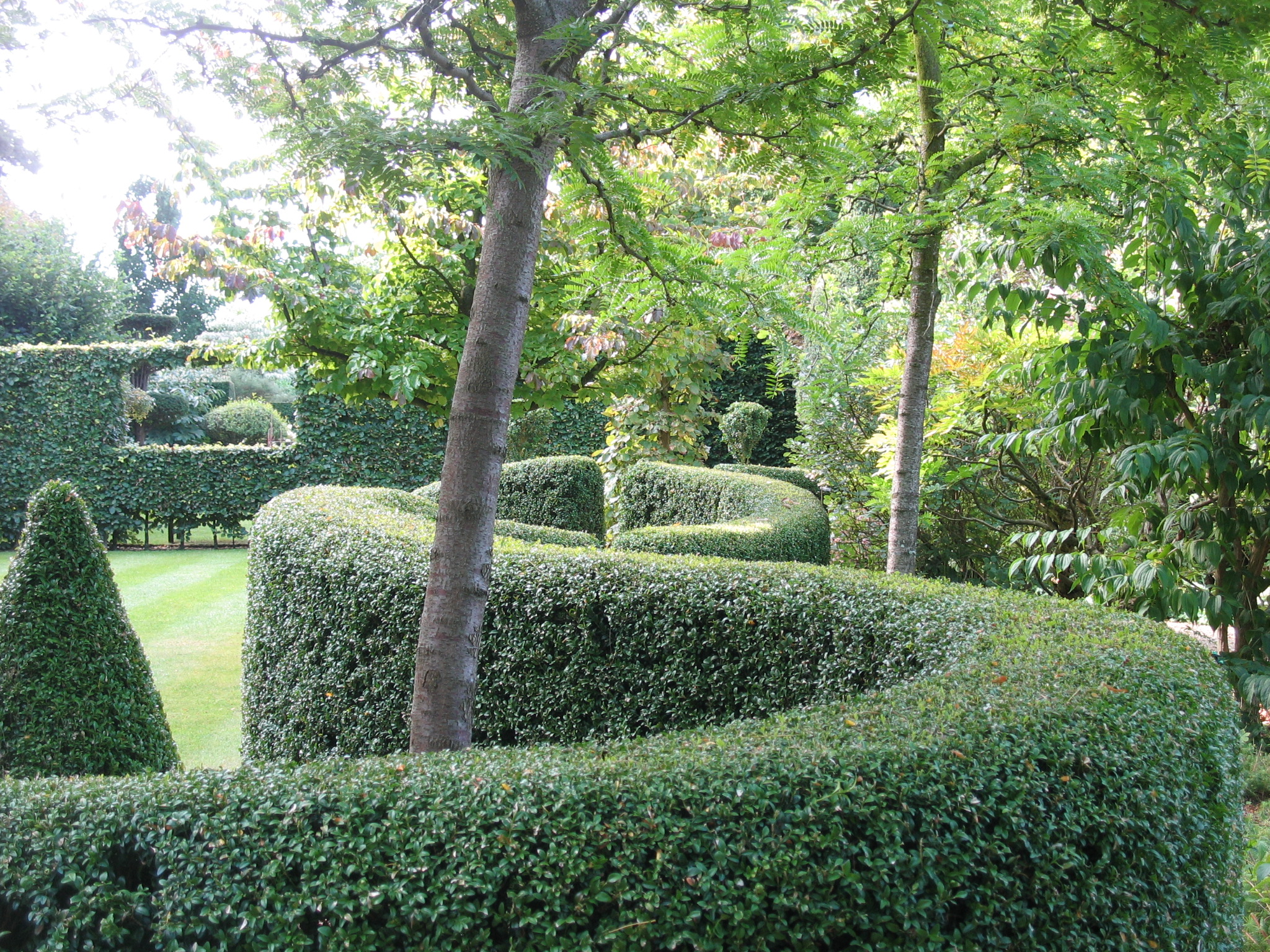
Jardins de Plant-Bessin.

François Houtin intervient à l'occasion comme architecte paysagiste et, à ce titre, a participé au projet de rénovation des jardins des Tuileries en 1990. 
Il réalise plusieurs jardins dont le jardin topiaire de Colette et Hubert Sainte-Beuve à Plant-Bessin (Castillon) en Normandie.
Certaines de ses réalisations, enfin, relèvent du land art, qu'il s'agisse de constructions de grands cairns dans la nature ou de commandes publiques ou privées.

### Prix et distinctions
- 1981 : prix Lacourière
- 1986 : prix Florence Gould
- 2010 : grand prix de gravure de la fondation Taylor (grand prix Léon-Georges Baudry)[5]
- 2013 : prix de gravure Nahed Ojjed de l'Académie des Beaux-Arts.

François Houtin fait partie de la Société des peintres-graveurs français (depuis 1991) et du Comité national de l'estampe.

## Expositions et publications
François Houtin est représenté dans plusieurs galeries françaises et étrangères, en particulier à Paris, à Londres, à Venise, à Sarrebruck et à Chicago.

### Éditions debibliophilie
- 1978 : Jardins, suite de 40 eaux-fortes, préface de Ramon Alejandro
- 1980 : 
  - Topiaire, suite de 12 eaux-fortes, préface de François Deck.
  - La Fille de Rappaccini, nouvelle de Nathaniel Hawthorne illustrée de 14 eaux-fortes
- 1982 : Cinq jardins, cinq sens, poèmes de Federico Garcia Lorca illustrés de 5 eaux-fortes, éditions Michèle Broutta
- 1985 : Fantaisies romaines, suite de 10 eaux-fortes, texte de Gilbert Erouart, éditions Michèle Broutta.
- 1988 : Les Quatre Éléments ou la Fête à Versailles, suite de 4 planches précédées d'un frontispice et de 4 mascarons
- 1999 : Cabanes de jardiniers, suite de 15 eaux-fortes avec un texte de Gilbert Lascault
- 2002 : Nymphées, suite de 23 eaux-fortes avec un texte de Gilbert Lascault

### Sources
- Catalogue raisonné de l'œuvre gravé de 1973 à 2002, édité par les galeries Michèle Broutta (Paris)[6] et Richard Reed Armstrong (Chicago), 2002 ; préface de Laure Beaumont-Maillet[7]